# Hendrick van Balen

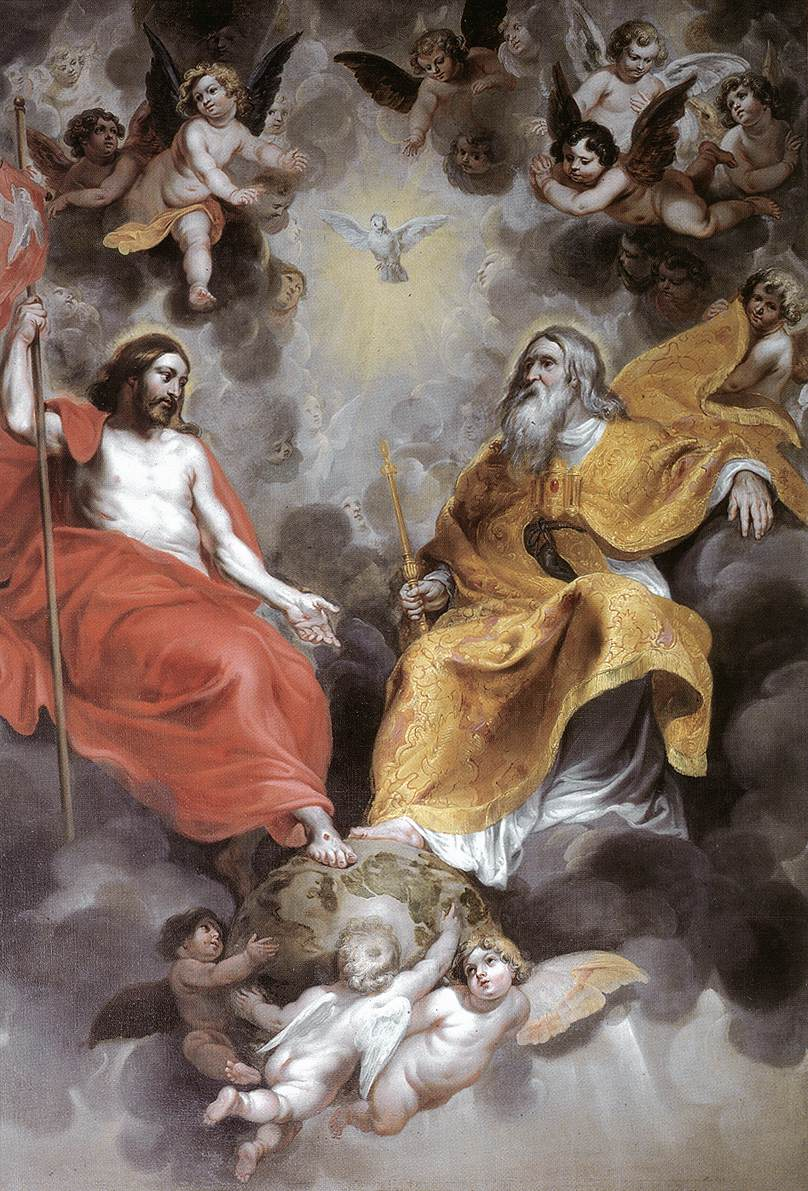
La Santísima Trinidad, h. 1620, óleo sobre tabla, Amberes, Sint-Jacobskerk.

Hendrick van Balen (Amberes, ca. 1573-1632) fue un pintor barroco flamenco.

## Biografía
Nacido probablemente en Amberes en 1573, hijo de un comerciante de velas, aceite y alimentación reconciliado con el catolicismo, en 1592 aparece registrado como maestro del gremio de pintores. Según Karel van Mander fue discípulo de Adam van Noort, aunque también se ha pensado en Marten de Vos como posible maestro. Poco después de 1592 debió de viajar a Italia (Venecia y Roma) según se deduce de alguna fuente indirecta pero sobre todo a la vista de las influencias de Aníbal Carracci y Palma el Viejo que se ponen de manifiesto de forma duradera en su obra. Por otra parte, algunos de sus característicos banquetes mitológicos se inspiran claramente en los mismos motivos del alemán Johann Rottenhammer, que probablemente conociese también en Venecia. De cualquier modo, en 1602 estaba de regreso en Amberes, pues consta que entre ese año y el siguiente recibió a varios aprendices en su taller. El 11 de septiembre de 1609 contrajo matrimonio con Margriet Briers, con quien tuvo once hijos. María, la séptima, nacida en 1618, tuvo como padrino de bautismo a Rubens y en 1635 se casó con Theodoor van Thulden. En 1610 desempeñó el cargo de decano del gremio de pintores; para algunas fuentes sería ahora cuando realizase el viaje a Italia, ingresando a su regreso en la Cofradía de los romanistas de Amberes, de la que en 1613 era decano. Como era frecuente entre los pintores de gabinete y conforme a la organización casi industrial de la producción pictórica, Van Balen colaboró a menudo con otros pintores. Con Jan Brueghel el Viejo, con quien había trabajado en diversas ocasiones, llegó a tener estrecha amistad. A su muerte, en 1625, se encargó junto con Rubens de la tutela de sus hijos menores. Pero no solo con Brueghel. De su colaboración con Joos de Momper se conserva un Paisaje con el descanso en la huida a Egipto (Copenhague, Statens Museum for Kunst) y hay documentación que permite relacionarlo con Jan Wildens y otros.
Entre sus muy numerosos discípulos se cita a Anton van Dyck, que asistió a su taller entre 1609 y 1610, y a Frans Snyders. Tres de sus hijos siguieron el oficio paterno: Jan van Balen (1611-1654), el que más fama llegaría a tener de ellos, y Gaspard (1615-1641), participantes ambos en las decoraciones de la «joyeuse entrée» del cardenal-infante don Fernando de Austria en Amberes el 15 de abril de 1635, y Hendrick van Balen II (1623-1661).
Falleció en Amberes el 17 de julio de 1632.

## Obra

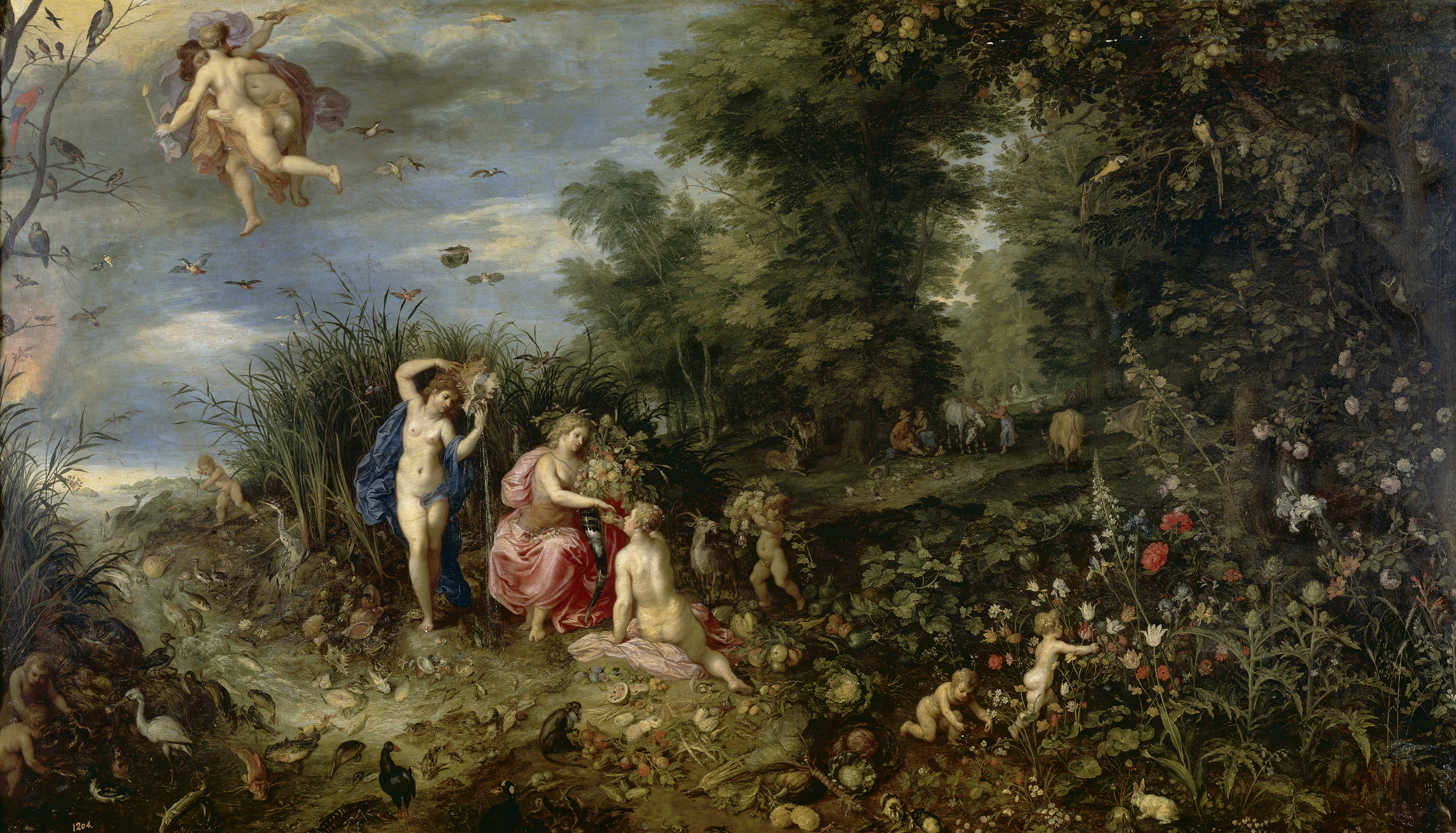
Jan Brueghel el Viejo y Hendrick van Balen: La Abundancia y los Cuatro Elementos, (h. 1615), óleo sobre tabla,, Madrid, Museo del Prado.

Hendrick van Balen fue pintor de gabinete y, en una fase avanzada de su producción, después de 1615, también de grandes composiciones religiosas para los altares de las iglesias de Amberes, de las que puede servir de ejemplo la Santísima Trinidad de Sint-Jacobskerk, en la que es manifiesta la influencia de Rubens en los tipos monumentales de los personajes. La ausencia de obras fechadas con seguridad dificulta por otra parte establecer una secuencia cronológica de sus pinturas de gabinete, en las que se evidencian influencias manieristas ya en las más tempranas, como lo son las Bodas de Baco y Ariadna de Leipzig, de hacia 1605, en la que se acusa el conocimiento de la obra de igual título de Tadeo Zuccaro. Una tendencia romanista que, sin embargo, podría explicarse también por influencia de Noort. De raíz manierista, y veneciana, es de igual modo el gusto por las elegantes contorsiones de los desnudos femeninos que pueblan sus características composiciones mitológicas, en las que no se advierte más cambio con el paso de los años que el abandono de las rígidas composiciones iniciales por las más dinámicas y mejor integradas en el paisaje de las Bodas de Tetis y Peleo (Dresde, Gemäldegalerie Alte Meister) o las que después de 1608 pintó en colaboración con Jan Brueghel de Velours (Ceres y los cuatro elementos, Milán, Pinacoteca Ambrosiana; Banquete de los dioses, Múnich, Bayerische Staatsgemäldesammlungen). 
Fruto de su colaboración con Jan Brueghel son dos de sus obras conservadas en el Museo del Prado: Cibeles y las estaciones dentro de un festón de frutas y La Abundancia y los cuatro elementos, composición esta última muy característica de su más avanzado estilo y muy estimada en su momento, como lo acredita la existencia de una segunda versión en Viena, en el Kunsthistorisches Museum, y otra copia también procedente de la colección real en el mismo Museo del Prado, atribuida ahora a Jan Brueghel el Joven. Curiosamente, la copia se incorporó a la Sala Reservada del museo, creada poco después de su apertura al público, en tanto el original se exhibía en las salas de pintura flamenca de la planta superior.